# United Aircraft and Transport Corporation
A United Aircraft and Transport Corporation foi criada em 1929, quando William Boeing da Boeing se associou a Frederick Rentschler da Pratt & Whitney para formar um conglomerado verticalmente integrado, unindo interesses comerciais em todos os aspectos da aviação — combinando a fabrição de aviões e seus motores e serviços de transporte aéreo, para atender todos os mercados, tanto o civil (carga, passageiros, privada e correio aéreo) quanto o militar.
Depois do que ficou conhecido como "Air Mail scandal" de 1934, o governo dos Estados Unidos concluiu que esse tipo de conglomerado gigantesco era anticompetitivo, e novas leis antitrustre proibindo esse tipo de concentração. Isso forçou a United Aircraft a se dividir em três empresas: a United Aircraft (atualmente United Technologies Corporation), a Boeing Airplane Company e a United Air Lines.